# Boku no Pico
Boku no Pico (яп. ぼくのぴこ, англ. My Pico, укр. Мій Піко) — трисерійна OVA в жанрі сьотакон (рекламувалося як перший в жанрі), створена компанією Natural High. В Японії перша серія була показана 7 вересня 2006 року, а остання — 9 жовтня 2008 року. Перша серія була відредагована і 11 листопада 2007-го вийшла для глядачів старше 18 років.
За мотивами аніме були випущені манґа і збірник музичних композицій.

## Персонажі
- Піко — головний герой. Хлопчик-блондин передпідліткового віку, який підробляє в літній час в барі свого діда. Любить купатися голяка в басейні. Після того як Тамоцу запропонував це хлопчикові, Піко став носити одяг для дівчаток. У заняттях любов'ю з Тамоцу проявляє себе як уке (пасивний), а з Тіко як семе (активний).
- Тамоцу — молода людина, що подобається головному герою. Він спокушає Піко, прийнявши того за дівчинку, проте, дізнавшись істинну стать, вирішує продовжити відносини. Згодом він купує Піко білизну і одяг для дівчаток і переконує його носити все це. Спочатку він бачить хлопчика як сексуальну іграшку, проте пізніше проявляє турботу. У сексі з Піко проявляє себе як семе (активний).
- Тіко — хлопчик-шатен, чиї відносини з Піко розвиваються в сексуальні. Він молодший і менш досвідчений, ніж Піко. Любить грати на вулиці голяка, а також підглядати за тим, як мастурбує його старша сестра. У більшості випадків проявляє себе в сексі як семе, але іноді у відносинах з Піко виступає як уке.
- Оджі-Сан — дідусь Піко, власник бару «Бебе» поблизу пляжу.
- Старша сестра Тіко — турботлива сестра Тіко. Вона високого зросту, з темно-синім волоссям. Має велику колекцію секс-іграшок, які Піко і Тіко використовували без її дозволу.
- Коко — темноволосий хлопчик, зовні схожий на дівчинку, за яку його спочатку і прийняли Піко і Тіко. З Коко пов'язано дуже багато дивних речей, наприклад, зникнення електрики при появі хлопчика.

## Медіа

### OVA
Компанією Natural High було створено чотири серії OVA Boku no Pico, режисером яких став Кацуесі Ятабе. Soft on Demand випустила перший DVD 7 вересня 2006 року. Бокс-сет, який включає дві перші серії та збірник саундтреків, випущений компанією Soft on Demand 19 квітня 2007-го. 11 листопада 2007 року була випущена відредагована перша OVA (єдина з усіх, перегляд якої був дозволений особам до 18 років).
| № | Назва | Дата виходу       |
| --- | --- | ----------------- |
| 1 | Мій Піко (My Pico) «Боку но Піко» (ぼくのぴこ)                                                                                    | 7 вересня 2006    |
| Хлопчик Піко, що працює в кафе діда, знайомиться з чоловіком на ім'я Тамоцу, який пізніше його спокушає, приймаючи за дівчину.                                            | |                   |
| 2 | Піко та Чіко (Pico and Chico) «Піко то Чіко» (ぴことちこ)                                                                         | 19 квітня 2007    |
| Піко зустрічає хлопчика Чіко, який любить, як і він, купатися голяка. Сестра другого виявляє їх, коли хлопчики займаються сексом, проте не подає вигляду і споглядає акт. | |                   |
| - | Піко: Моя маленька літня історія (Pico: My Little Summer Story) «Піко: Боку но Чісана Нацу Моногатарі» (Pico〜ぼくの小さな夏物語) | 11 листопада 2007 |
| Відредагована версія першої серії, допустима до перегляду для глядачів молодше 18 років.                                                                                  | |                   |
| 3 | Піко x Коко x Тіко (Pico x Coco x Chico) «Піко x Коко x Тіко» (ぴこ×CoCo×ちこ)                                                    | 9 жовтня 2008     |
| Піко і Чіко знайомляться з Коко. | |                   |

### Манґа
Ван-шот манґа Аме но хі но Піко то Чіко (яп. 雨の日のぴことちこ, досл. «Дощовий день Піко і Тіко») була створена Аой Мадокою та опублікована в травні 2007-го видавництвом Hanaota.

### Музика
Збірка музичних композицій Boku no Piko PV Song Collection: Boku, Otoko no Ko dayo (яп. ぼくのぴこ PV Song Collection: ~ ぼく, 男の子 だ よ ~, дос. «Колекція пісень My Pico: Я - хлопчик»») була випущена в Японії 9 липня 2009 року. Включає себе 8 пісень загальною тривалістю 30 хвилин. Є можливість використання диска в караоке.